# Иванюта, Андрей Иванович
Андрей Иванович Иванюта (род. 2  августа 1966 года) — глава администрации Белорецкого района Республики Башкортостан (и. о. с февраля 2020), министр молодёжной политики и спорта Республики Башкортостан (2012—2018).

## Биография
Родился 2 августа 1966 года в Уфе. После школы с 1984 года служил в армии.
Окончил Уфимский юридический институт МВД РФ по специальности «Юриспруденция», Башкирскую академию государственной службы и управления при Президенте Республики Башкортостан по специальности «Государственное и муниципальное управление».
Места работы: с 1983 по 1984 годы работал учеником сборщика Уфимского приборостроительного завода; с 1988 по 1991 годы — регулировщиком радиоэлектронной аппаратуры Уфимского приборостроительного производственного объединения; с 1991 по 1992 годы — директором спортивного клуба «Вейдер» в Уфе.
В 1992-2008 годах проходил службу в органах МВД Республики Башкортостан, ныне подполковник в отставке. Председатель Совета ветеранов СОБР РБ.
Далее, с 2008 по 2011 годы работал начальником отдела туризма РОО «Управление спортивных мероприятий Республики Башкортостан», педагогом-организатором МОУ «Дворец детского и юношеского творчества «Орион» Демского района Уфы, с 2011 по 2012 годы — главный консультант отдела по реализации национальной политики и взаимодействию с общественными институтами администрации Президента Республики Башкортостан.
С 2012 года по 2018 год министр молодёжной политики и спорта Республики Башкортостан.
С 2018 по 2020 гг. — депутат Государственного Собрания — Курултая Республики Башкортостан, где представлял Белорецкий район
С февраля 2020 года исполняющий обязанности, затем глава администрации Белорецкого района Республики Башкортостан.
Семья: жена, двое детей.

## Награды и звания
Медали «За отвагу», «За отличие в охране общественного порядка»